# Adam Smedberg
Adam Smedberg, född 30 januari 1813 i Skaraborgs län, död 5 februari 1892 i Hova församling, var en svensk roparpredikant (ropare) och artillerist.
Smedberg var ledargestalten för Roparrörelsen i Närke under 1840-talet. Smedberg har beskrivits som en god retoriker, som tillsammans med övriga ropare verkade i ett avskräckningssyfte emot all synd i dess samtid.
Smedberg greps den 27 juli 1843 i samband med "Religionskriget i Kvistbro". Efter beslut i Hovrätten den 22 februari 1844 omvandlades Smedbergs fängelsestraff till böter. Smedberg frigavs och dog senare på fattigstugan i Hova den 5 februari 1892. Smedberg predikade aldrig mer efter sin frigivelse utan återföll i synder och förblev utfattig.